# Chiesa di Sant'Agostino (Treviso)
La chiesa di Sant'Agostino è un luogo di culto cattolico del centro di Treviso, sede dell'omonima rettoria dipendente dalla Parrocchia di Santa Maria Maggiore.

## Storia
La chiesa apparteneva al vicino convento dei Chierici Regolari di Somasca. Fu uno di loro, padre Francesco Vecellio, a progettare questo elegante edificio verso la metà del XVIII secolo, che fu consacrato il 25 dicembre 1758. La chiesa divenne parrocchiale, e sede della scuola dei calzolai. A differenza di altri edifici in città, questa chiesa sopravvisse alle soppressioni napoleoniche: venne declassata a chiesa vicariale, mentre i padri Somaschi si trasferirono nella vicina Chiesa di Santa Fosca in Santa Maria Maggiore, che tenne la titolarità della parrocchia.

## Descrizione

### Esterno
Costruzione a pianta ellittica con facciata ricurva e dinamica, in perfetto stile barocco. Di ordine dorico, è inquadrata da pilastri laterali sorreggente un frontone triangolare. Ricorvo, invece, il frontone del portone d'ingresso. Sopra il frontone principale, un'alagante finestra termale, chiusa al centro, alleggerisce la sovrastruttura.

### Interno
L'interno presenta una squisita eleganza e un'unità di stile, tra architettura, apparati decorativi e mobilio, di elevato valore e rara armonia. L'altare maggiore è posto in un'abside semicircolare aperta col catino retto da quattro colonne dietro le quali si apre un coretto rettangolare illuminato da una lanterna. Quattro gli altari laterali entro nicchioni, mentre i pilastri corinzi reggono la trabeazione che si chiude con una doppia cornice. Sopra, un attico sostiene il soffitto piano.
Le pareti ed il soffitto sono tutti decorati da stucchi bianchi e avorio e ricchi marmi intarsiati. Tra le opere d'arte, tre belle statue,  la Madonna della cintura, Sant'Agostino e Santa Monica, provengono dalla vicina Chiesa di Santa Margherita, ora chiusa sl culto. Tra le pale, San Aniano, patrono della scuola dei Calegheri (calzolai) mentre rattoppa una scarpa sotto gli sguardi di San Marco, di San Giuliano e della Madonna di Ludovico Pozzoserrato, quindi un Sant'Agostino consegna la Regola della Congregazione dei padri Somaschi a San Girolamo Emiliani di Antonio Marinetti detto il "Chiozzotto" e altre pale di Carlo Loth e di Domenico Maggiotto.

### Organo a canne
Sulla cantoria in controfacciata, racchiuso entro un'elegante cassa con fregi e dipinta a finto marmo, si trova l'organo a canne. È stato costruito dai celebri organari Serassi di Bergamo nel 1858, numero d'opera 650.  Rappresenta l'unico esemplare di organo serassiano, integro e originale in ogni sua parte, esistente a Treviso e nel suo territorio. Il suo notevole valore storico-artistico è rappresentato, oltre che dall'altissima qualità dei materiali impiegati e dalla genialità e abilità dei suoi costruttori, dalle ricche sonorità e possibilità timbriche.
Lo strumento è stato restaurato nel 1987 dall'organaro Giorgio Carli di Pescantina e, successivamente, dall'organaro Francesco Zanin di Codroipo.
Lo strumento è a trasmissione meccanica sospesa e la sua consolle ha due tastiere d'osso e ebano (la prima Grand'Organo, la seconda Melodium), di 58 note ciascuna, con prima ottava cromatica estesa e pedaliera a leggio di 18 note (Do1-Fa2); gli ultimi due pedali azionano rispettivamente il tamburo e la "terza mano". Il Melodium, ricco di registri particolarmente cantabili e racchiuso in una cassa espressiva, è collocato in posizione tergale, cioè dietro l'organista, nel parapetto della cantoria. I somieri sono del tipo "a vento", divisione tra bassi e soprani ai tasti Si2/Do3. Registri azionati da manette a incastro e tiranti a pomello collocati a destra e sinistra delle tastiere. Pressione del vento mm. 50. Accordatura a temperamento equabile.